# ستيفن ميتشيل (كاتب)
ستيفن ميتشيل (بالإنجليزية: Stephen Mitchell)‏ هو مترجم الكتاب المقدس ‏ وكاتب أمريكي، ولد في 1943.

## وصلات خارجية
- الموقع الرسمي
- ستيفن ميتشيل على موقع ميوزك برينز (الإنجليزية)